# تیپ دوم تفنگداران دریایی ایران

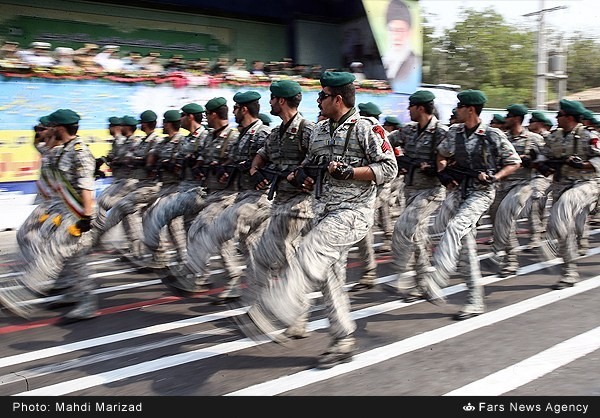
رژه تیپ دوم تفنگداران دریایی به‌مناسبت سالگرد جنگ ایران و عراق در سال ۱۳۹۵، بندرعباس

تیپ دوم تفنگداران دریایی ایران یا تیپ دوم تکاور حضرت رسول، یگان تکاوری و رزمی منطقه دوم دریایی ولایت و از تیپ‌های زیرمجموعه نیروی دریایی ارتش جمهوری اسلامی ایران است، که در بندر جاسک، استان هرمزگان مستقر می‌باشد.